# 마리옹 바르톨리

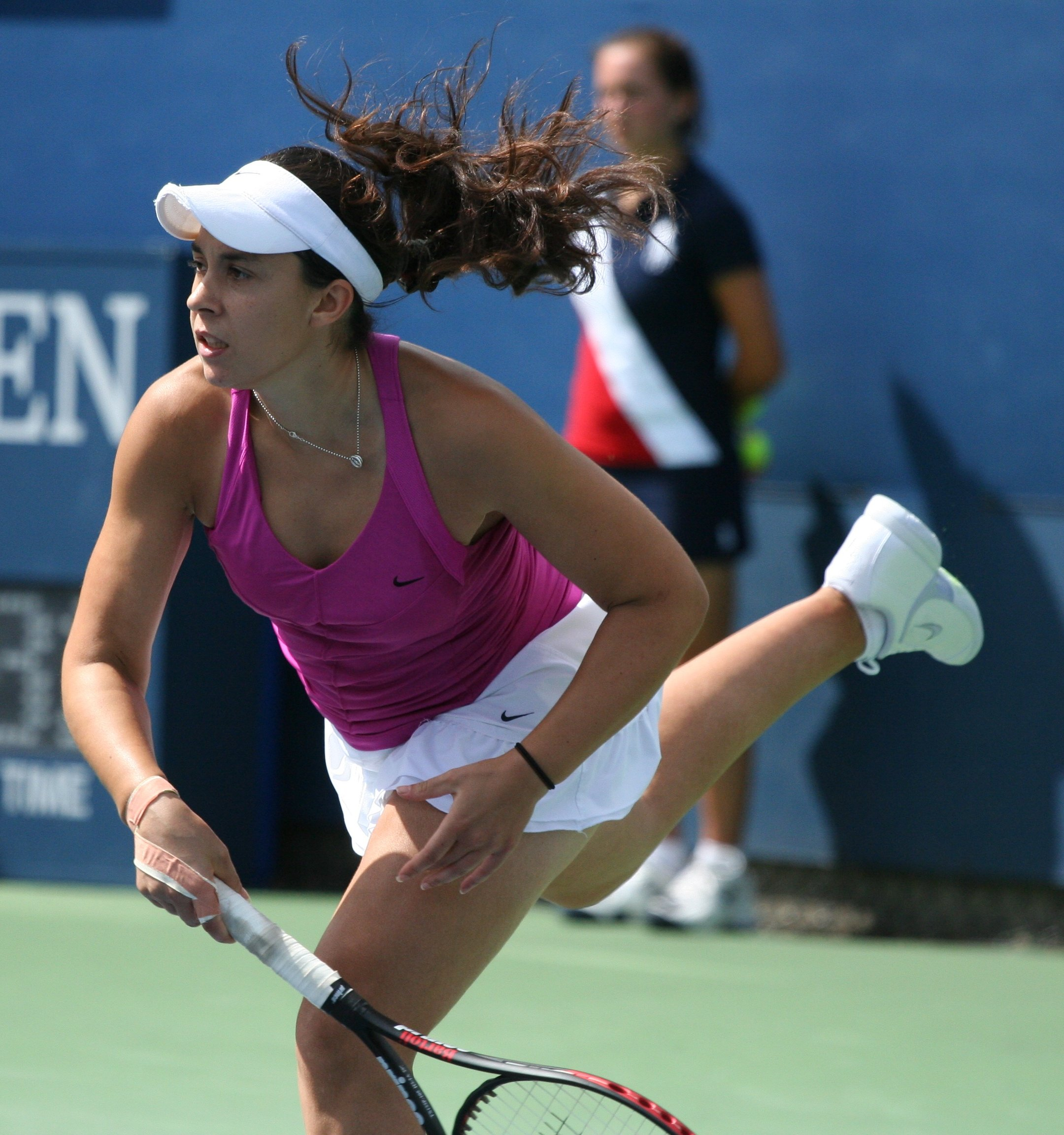
2009년 US 오픈에서의 바르톨리

마리옹 바르톨리(Marion Bartoli, 1984년 10월 2일~ )는 상위 10위권 프랑스 프로페셔널 테니스 선수이며, 현재 프랑스 1위 선수이자, 상위 50위권에서도 유일한 프랑스 선수이다. (상위 100위권 안에는 5명의 프랑스 선수가 있음) 여자 테니스 협회에서 7개의 단식 타이틀과 3개의 복식 타이틀을 받았다. 또, 2007 윔블던 챔피언십에서의 입상자이기도 하다.